# Zgodnji pedic
Zgodnji pedic (znanstveno ime Archiearis parthenias) je metulj iz družine pedicev, ki je razširjen po Evropi, tudi v Sloveniji.

## Opis in biologija
Odrasli metulji imajo premer kril med 30 in 40 mm. V Sloveniji se pojavljajo od februarja do maja, gosenice pa se hranijo na brezah.